# Wabasca River
Wabasca River är ett vattendrag i Kanada.   Det ligger i provinsen Alberta, i den centrala delen av landet, 3 000 km väster om huvudstaden Ottawa.
I omgivningarna runt Wabasca River växer i huvudsak blandskog. Trakten runt Wabasca River är nära nog obefolkad, med mindre än två invånare per kvadratkilometer.